# فاني أندروز شيبرد
فاني أندروز شيبرد (1856-1920) (بالإنجليزية: Fanny Andrews Shepard)‏، طبيبة وعالمة نبات أمريكية عملت كمبشرة ومحاضرة جامعية في علم النبات الطبي في القسم الطبي بكلية تركيا الوسطى في عينتاب.

## سيرة ذاتية
ولدت فاني أندروز شيبرد في ماوي بهاواي في 14 يوليو 1855 لعائلة من المبشرين. تلقت تعليمها في كلية ماونت هوليوك حيث تخرجت بدرجة البكالوريوس في الآداب عام 1879. ثم انتقلت إلى جامعة ميشيغان لتتلقى تدريبًا طبيًا وتخرجت بدرجة في الطب عام 1882. تزوجت من زميلها الطبيب فريد د. شيبرد في 15 يوليو 1882 في آن آربر.

## عملها بالطب
في عام 1882 ، انتقلت شيبرد إلى الإمبراطورية العثمانية مع زوجها الطبيب فريد د. شيبرد ودعمت عمله في مستشفى أزاريا سميث الطبي الملحق بكلية تركيا الوسطى في عنتاب. على الرغم من أنها لم تكن قادرة على العمل كطبيبة بسبب جنسها، إلا أنها كانت قادرة على العمل كممرضة وقابلة في مستشفى عنتاب الأمريكي. لاحقًا، ألقت محاضرات في علم النبات الطبي في القسم الطبي بكلية تركيا الوسطى.

## علم النبات
كانت شيبرد أول امرأة تجمع عينات الأعشاب في تركيا. أرسلت هذه العينات إلى جورج بوست الأمر الذي ساعدت في نشر كتابه  نباتات سوريا وفلسطين وسيناء: من طوروس إلى رأس محمد ومن البحر المتوسط إلى بادية الشام. صدر عن مطبعة الكلية السورية البروتستانتية في بيروت، سوريا عام 1896. يعد الكتاب أشمل وأقدم المراجع التي توثق نباتات بلاد الشام في العصر الحديث.
تشكل العينات التي جمعتها شيبرد الآن جزءًا من المعشبة التابعة للجامعة الأمريكية في بيروت مع وجود عينات أخرى في المعهد الموسيقي والحديقة النباتية في مدينة جنيف. 
تم تسمية بعض أنواع النبات، فصة شيبردي (:الاسم العلمي: Medicago shepardii) على إسمها تكريما لها.

## وفاتها
توفيت شيبرد في 4 يونيو 1920 في أورانج ، نيو جيرسي.

## روابط خارجية
- فرد د. شيبرد